# Осикувате (Кетрисанівська сільська громада)
Осикува́те — село в Україні, у Кетрисанівській сільській громаді Кропивницького району Кіровоградської області. Населення становить 114 осіб.
Через село протікає річка Осиновата.

## Населення
Згідно з переписом УРСР 1989 року чисельність наявного населення села становила 106 осіб, з яких 47 чоловіків та 59 жінок.
За переписом населення України 2001 року в селі мешкало 114 осіб.

### Мова
Розподіл населення за рідною мовою за даними перепису 2001 року:
| Мова       | Відсоток |
| ---------- | -------- |
| українська | 93,86 %  |
| російська  | 3,51 %   |
| вірменська | 1,75 %   |
| молдовська | 0,88 %   |